# Robert Hue

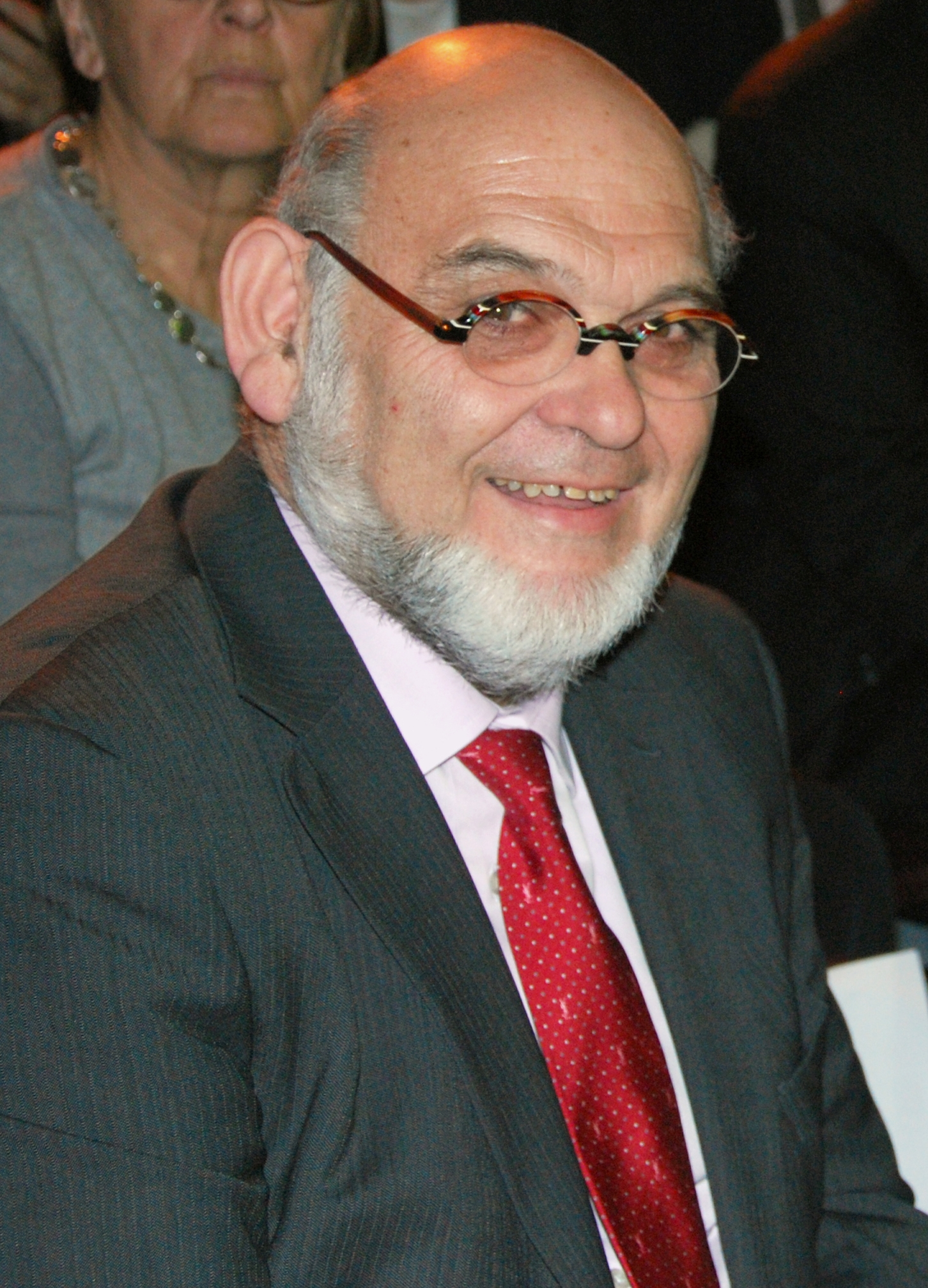
Robert Hue

Robert Hue (Cormeilles-en-Parisis (Frankrijk), 19 oktober 1946) is een Frans politicus. Hij was secretaris-generaal en vervolgens voorzitter van de Franse Communistische Partij.

## Levensloop
Hij was een zoon van de metselaar René Hue en de textielarbeidster Raymonde Gregorius.
Hij studeerde aan de technische school van Cormeilles-en-Parisis en werd verpleger in een psychiatrisch ziekenhuis. Toen hij zestien was ging hij niet alleen het communistisch blad L'Humanité colporteren, maar stichtte hij ook de rockgroep Les Rapaces. Hij werd ook zwarte gordel tweede dan in judo.
In februari 1962 nam hij deel aan een manifestatie, Rue de Charonne in Parijs, voor vrede in Algerije, waarbij elf doden vielen. Hij werd lid van de Jong-communisten in Montigny-lès-Cormeilles en van de Parti communiste.

## Politieke mandaten
Hue werd in 1977 maire in de gemeente Montigny-lès-Cormeilles. Hij werd nadien steeds herkozen, tot hij in 2009 ontslag nam. Hij bleef nog gemeenteraadslid tot in 2014. Hij werd ook raadslid voor de regio Ile-de-France (1986) en voor het departement Val-d'Oise (1988).
In 1987 werd hij lid van het Centraal Comité van de Communistische Partij en in 1990 van het politiek bureau. In 1994 werd hij de opvolger van Georges Marchais als partijleider. Hij begon toen, de gevolgen trekkend uit de val van de Berlijnse Muur en uit de ideologische en politieke erosie van de partij, met een omvorming. Hij organiseerde openingen naar andere partijen en bewegingen, en gaf een aantal traditionele en doctrinaire partijstandpunten op. Hij wijzigde de leiding van de partij: hij werd voorzitter, terwijl Marie-George Buffet nationaal secretaris werd.

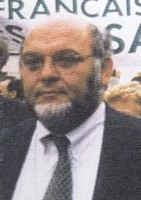
Robert Hue in 1995.

In 1995 was hij presidentskandidaat namens de communistische partij. Hij behaalde 8,64 % van de stemmen.
Bij de volgende wetgevende verkiezingen werd hij verkozen tot volksvertegenwoordiger. Van 1999 tot 2004 was hij daarbij ook nog Europees Parlementslid.
Hij kon de achteruitgang van de Parti communiste niet verhinderen. Van 200.000 leden in 1998, waren er nog slechts 130.000 in 2001. Bij de gemeenteraadsverkiezingen van 2001 verloren de communisten heel wat van hun bastions, zoals Argenteuil, de Colombes, Dieppe, Drancy).
Hij was opnieuw kandidaat bij de presidentsverkiezingen van 2002, maar behaalde nog slechts 3,37 % van de stemmen. De lage score betekende dat de overheid slechts een gedeelte van de campagnekosten terugbetaalde en de partij financiële problemen kende. Hue nam ontslag als partijvoorzitter en liet voortaan de leiding volledig over aan Marie-Georges Buffet.
Bij de parlementsverkiezingen van 2002 verloor hij zijn parlementszetel.
In 2004 werd hij tot senator verkozen voor de Val-d'Oise. Hij werd in 2011 opnieuw verkozen.
Hij was voorzitter van de parlementaire vriendschapsvereniging Frankrijk en Zuid-Afrika en ontmoette herhaaldelijk Nelson Mandela. In 2013 vergezelde hij François Hollande naar Pretoria, voor de uitvaart van Mandela. In 2015 benoemde de minister van Buitenlandse Zaken Laurent Fabius hem tot bijzonder vertegenwoordiger voor de relaties met Zuid-Afrika.

## Voorzitter van deMouvement des progressistes
In 2008 verliet Hue de Parti communiste, die hij als niet meer hervormbaar beoordeelde. Hij bleef nog tot in 2012 lid van de communistische fractie in de Senaat.
Hij kondigde de stichting aan van een nieuwe beweging de Nouvel espace progressiste. Het jaar daarop ontstond een nieuwe politieke partij, de Mouvement unitaire progressiste,
Voor de presidentsverkiezingen van 2012 steunde Hue de socialistische kandidaat François Hollande. Hij bleef hem steunen tijdens zijn mandaat, maar nam wel enige afstand naar aanleiding van het ontwerp om de Franse nationaliteit af te nemen van criminelen die ook nog een andere nationaliteit hebben.
In 2016 stelde hij Sébastien Nadot voor als presidentskandidaat in 2017. Toen die echter niet de vereiste peterschappen kon verkrijgen, gaf Robert Hue vanaf maart 2017 zijn steun aan Emmanuel Macron.

## Privé
Robert Hue is gehuwd met Marie-Édith en ze hebben een zoon en een dochter.

## Publicaties
- Histoire de Montigny-lès-Cormeilles. [1], Histoire d'un village du Parisis, Montigny-lès-Cormeilles, des origines à la Révolution, 1981
- Histoire de Montigny-lès-Cormeilles. [2], Du village à la ville : 1800-1980, 1986
- Montigny pendant la Révolution, 1989
- Communisme : la mutation, Stock, 1995
- Il faut qu'on se parle, Stock, 1997
- Communisme : un nouveau projet, Stock, 1999
- Qui êtes-vous ? Que proposez vous ?, Éd. de l'Archipel, 2001
- Les partis vont mourir... et ils ne le savent pas !, Éditions de l'Archipel, 2014
- Laissez la place ! Pour une révolution progressiste, éd. L'Alma, postface de Sébastien Nadot, 2016